# Miss Earth México 2013
Miss Earth México 2013 fue la 7.ª edición del certamen Miss Earth México la cual se realizó en el Salón Oaxaca del Hotel Barceló en Huatulco, Oaxaca el domingo 27 de octubre de 2013. Treinta y dos candidatas de toda la República Mexicana compitieron por el título nacional, el cual fue ganado por Kristal Silva de Tamaulipas quien compitió en Miss Tierra 2013 en Filipinas logrando colocarse dentro del Top 8. Silva fue coronada por la Miss Earth México saliente Paola Aguilar, convirtiéndose en la segunda tamaulipeca en ir a Miss Tierra.
Posteriormente la organización nacional hizo designaciones hacía los concursos de los cuales era miembro: El día 4 de febrero de 2014 se hizo oficial la designación de Ana Lilia Alpuche de Campeche rumbo a Miss Globe 2014 en Albania, sin embargo no se concretó su participación por la pérdida de la franquicia. El día 4 de febrero del 2014 se hizo oficial la designación de Kristal Silva de Tamaulipas rumbo a Miss Exclusive of the World 2014 en Turquía, sin embargo no se concretó su participación. El día 7 de marzo del 2014 se hizo oficial la designación de Estefanía Olachea de Baja California Sur rumbo a Miss Nexus Universe 2014 en Ecuador, sin embargo no se concretó su participación debido a sus estudios, en su lugar fue enviada Tania Lara de Chiapas
logrando colocarse dentro dentro del Top 5 y obtener la corona de Miss Iberoamérica.

## Resultados

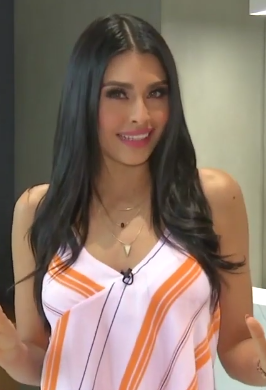
Kristal Silva
Miss Earth Tamaulipas 2013, Miss Earth México 2013 y semifinalista en Miss Tierra 2013.

| Posición               | Candidata |
| Miss Earth México 2013 | - Tamaulipas - Kristal Silva |
| Miss Earth Air 2013    | - Campeche - Ana Lilia Alpuche |
| Miss Earth Water 2013  | - Baja California Sur - Estefanía Olachea |
| Miss Earth Fire 2013   | - Chiapas - Tania Lara |
| Top 8                  | - Aguascalientes - Beatriz Torres - Nayarit - Grecia Ochoa - Tabasco - Kristell González - Veracruz - Erendeira Cazarín |
| Top 16                 | - Baja California - Lidia Quiroz - Coahuila - Haydee Otero - Guanajuato - Devora Hernández - Michoacán - Gabriela Tavares - Morelos - Ana Belén García - Oaxaca - Daniela Zendejas - Sonora - Jaqueline Duarte - Yucatán - Lucía Patrón |

## Áreas de competencia

### Semifinal
Días antes de la final nacional, se llevó a cabo la competencia semifinal y concurso de trajes típicos en el Hotel Crown Pacific en Huatulco, Oaxaca en donde las participantes desfilaron en traje de bajo y vestido de noche, en el cual fueron calificadas para seleccionar al grupo de 16 semifinalistas que se darían a conocer en la noche final, así mismo se entregaron algunos reconocimientos especiales.

### Final
La gala final fue realizada desde el Salón Oaxaca del Hotel Barceló en Huatulco, Oaxaca el sábado 26 de octubre de 2013.
El grupo de 16 semifinalistas se dio a conocer durante la competencia final: todas ellas seleccionadas por un jurado preliminar, donde eligieron a las concursantes que más destacaron en las tres áreas de competencia durante la etapa preliminar.
- Las 16 semifinalistas desfilaron en una nueva ronda en traje de baño y traje de noche, además de contestar preguntas que fueron enviadas por el público usuario, a través del correo electrónico oficial de Miss Earth México, donde salieron de la competencia 8 de ellas.
- Las 8 finalistas contestaron lo que piensan sobre diversos #Hashtag previamente seleccionados, esta respuesta fue contra reloj pues tenían 20 segundos para contestar, procurando ser lo más exactas y claras posibles. De esta manera el panel de jueces consideró la impresión general que dejó cada una de las finalistas para votar y definir a las ganadoras de los 4 elementos.

### Premios Especiales
| Premio                    | Candidata                                 |
| Miss Amistad              | - Nuevo León - Georgina Vargas            |
| Miss Internet             | - Veracruz - Eréndira Cazarín             |
| Miss Figura               | - Campeche - Ana Lilia Alpuche            |
| Miss Fotogénica           | - Campeche - Ana Lilia Alpuche            |
| Mejor en Vestido de Noche | - Campeche - Ana Lilia Alpuche            |
| Mejor Proyecto Ecológico  | - Baja California Sur - Estefanía Olachea |
| Mejor Traje Típico        | - Nayarit - Grecia Ochoa                  |
| Mejor Traje Estilizado    | - Oaxaca - Daniela Zendejas               |

## Candidatas
| Estado              | Candidata                            |
| Aguascalientes      | Beatriz Torres                       |
| Baja California     | Lidia Quiroz Dorantes                |
| Baja California Sur | Estefanía Elizabeth Olachea Bermúdez |
| Campeche            | Ana Lilia Alpuche Tovar              |
| Chiapas             | Tania Lara Cigarroa                  |
| Chihuahua           | Ana Corral                           |
| Coahuila            | Haydeé DiocleynOtero Pérez           |
| Colima              | Montserrat Solorio                   |
| Distrito Federal    | Cynthia Castañeda                    |
| Durango             | Daniela Castillo                     |
| Estado de México    | Atenea Torrico                       |
| Guanajuato          | Deborah Hernández                    |
| Guerrero            | Atenas Medrano Alarcón               |
| Hidalgo             | Estrella González                    |
| Jalisco             | Mónica Hernández                     |
| Michoacán           | Alma Gabriela Tavares Arriaga        |
| Morelos             | Ana Belén García                     |
| Nayarit             | Grecia Jazmín Montañez Ochoa         |
| Nuevo León          | Ilse Georgina Acosta Vargas          |
| Oaxaca              | Daniela Binisa Zendejas Rojas        |
| Puebla              | Fernanda Castillo                    |
| Querétaro           | Nancy Gómez                          |
| Quintana Roo        | Zury Hernández                       |
| San Luis Potosí     | Karen Macías                         |
| Sinaloa             | Elena Lizárraga Flores               |
| Sonora              | Jaqueline Duarte                     |
| Tabasco             | Kristell Ruby González Rosas         |
| Tamaulipas          | Yuselmi Cristal Silva Dávila         |
| Tlaxcala            | Zayra Ruhane Simón Martínez          |
| Veracruz            | Eréndira Casarín                     |
| Yucatán             | Lucía Patrón Castro                  |
| Zacatecas           | Alejandra Judith Martínez Rivera     |

## Crossovers
| Miss Tierra - 2013: Tamaulipas - Kristal Silva (Top 8) Miss Universo - 2016: Tamaulipas - Kristal Silva (Top 9) Miss Global - 2018: Nayarit - Grecia Ochoa (Top 20) Miss Globe - 2014: Campeche - Ana Lilia Alpuche (No Compitió) Miss Exclusive of the World - 2014: Tamaulipas - Kristal Silva (No Compitió) Miss Latinoamérica - 2015: Nayarit - Grecia Ochoa (Top 8) Miss Nexus Internacional - 2014: Baja California Sur - Estefanía Olachea (No Compitió) - 2014: Chiapas - Tania Lara (Miss Iberoamérica) Miss Multiverse - 2022: Nuevo León - Georgina Vargas (No Compitió) - 2019: Nuevo León - Georgina Vargas (No Compitió) Miss All Nations - 2015: Baja California: Lidia Quiroz - Representando a Estados Unidos Reina Mundial del Oro - 2017: Baja California: Lidia Quiroz (Ganadora) - Representando a Estados Unidos Reina de las Américas - 2015: Baja California: Lidia Quiroz - Representando a Estados Unidos Nuestra Belleza México - 2016: Campeche - Ana Lilia Alpuche (Top 10) - 2016: Tamaulipas - Kristal Silva (Ganadora) Miss México - 2021: Nuevo León - Georgina Vargas (Top 6) - Representando a Coahuila Miss Model of the World México - 2019: Nuevo León - Georgina Vargas - Representando a Coahuila Rostro de México - 2015: Morelos - Ana Belén García | Señora México Internacional - 2024: Estado de México - Atenea Torrico (Sra. Turismo Elite) - Representando a Puebla Miss Wolden World USA - 2017: Baja California: Lidia Quiroz (Designada) Nuestra Belleza Baja California - 2015: Baja California: Lidia Quiroz - 2013: Baja California: Lidia Quiroz Nuestra Belleza Campeche - 2015: Campeche - Ana Lilia Alpuche (Designada) Nuestra Belleza Chiapas - 2011: Chiapas - Tania Lara Nuestra Belleza Chihuahua - 2014: Chihuahua - Ana Corral Nuestra Belleza Durango - 2012: Durango - Daniela Castillo Nuestra Belleza Nayarit - 2014: Nayarit - Grecia Ochoa (2.ª Finalista) Nuestra Belleza Tamaulipas - 2015: Tamaulipas - Kristal Silva (Ganadora) - 2013: Tamaulipas - Kristal Silva (1.ª Finalista) Miss Coahuila - 2019: Nuevo León - Georgina Vargas (Ganadora) Miss Nuevo León - 2016: Nuevo León - Georgina Vargas Miss Grand Morelos - 2015: Morelos - Ana Belén García (Designada) Señora México Internacional Puebla - 2024: Estado de México - Atenea Torrico (Designada) Reina FENAZA - 2014: Zacatecas - Alejandra Martínez (Princesa) Señorita Compostela - 2008: Nayarit - Grecia Ochoa (Top 20) Señorita Universidad Tecnológica de Nayarit - 2013: Nayarit - Grecia Ochoa (Top 20) |